# Зойцань
Зойцань, Зойцані (рум. Zoițani) — село у повіті Ботошані в Румунії. Входить до складу комуни Адешень.
Село розташоване на відстані 407 км на північ від Бухареста, 41 км на північний схід від Ботошань, 110 км на північний захід від Ясс.

## Населення
За даними перепису населення 2002 року у селі проживали 444 особи, усі — румуни. Усі жителі села рідною мовою назвали румунську.